# العساكر (فلم)
فيلم العساكر هو وثائقي من إنتاج قناة الجزيرة، يكشف ما يواجهه الشباب المصري في مرحلة التجنيد، وكيف يمضون فترة تجنيدهم إجبارياً في الجيش.
يستعرض، تفاصيل المعاناة التي تواجه الشاب المصري في التجنيد الإجباري، كما يستعرض الفيلم كذلك قصصاً للعساكر الذين يعملون في بعض المشروعات التجارية للجيش، كالمزارع والفنادق والمصانع.
كما عرض الفيلم لقطات مسرَّبة من داخل ثكنات الجيش المصري 
الفيلم من إخراج المصري عماد الدين السيد

## انتقادات
تعرض الفيلم لحملة كبيرة من الانتقادات قبل وبعد عرضه من طرف الإعلام المصري 

## ردود الفعل
- تعرض موقع الجزيرة نت والجزيرة مباشر للتشويش في مصر؛ بسبب بث الفيلم الوثائقي «العساكر»؛ وذلك لمنع رسالة الفيلم من الوصول للجمهور، [6]
- وقد تصدر وسم #العساكر تويتر لمدة يومين [7]
- أكد المستشار أحمد أبو زيد، المتحدث باسم وزارة الخارجية المصرية، ان الوزارة غير مسئولة عن الرد على أي عمل تقوم به قناة فضائية خاصة أو أي وسيلة إعلامية أخرى،[8]